# Maadi
Pour les articles homonymes, voir Maadi (homonymie).
Maadi, ou avec l'article El Maadi (en arabe : المعادي el-Ma'adi), est un quartier aisé du Caire. C’est dans ce quartier qu’Ayman Al-Zawahiri, chef et co-fondateur d’Al-Quaïda, est né.

## Description
C'est à Maadi que se situent le siège de la Cour constitutionnelle suprême, le Cairo American College, le lycée français, le Musée géologique (en), de nombreuses ambassades ainsi que bien d'autres institutions. 
Le quartier possède un stade d'athlétisme, un grand centre commercial (le Grand Mall) ainsi qu'une prison où a été détenu le président déchu Hosni Moubarak.

## Géographie
Le quartier de Maadi est situé à douze kilomètres au sud du Caire.

## Transports
Trois arrêts de la ligne 1 du métro du Caire (Hadayek El Maadi, Maadi et Sakanat El Maadi) desservent le quartier.

## Histoire
Le site archéologique de Maadi a donné son nom à la culture de Maadi-Bouto.

## Religion
L'église de la Vierge Marie à Maadi rappelle le passage, en ce lieu, de la Sainte Famille lors de sa fuite en Égypte.

## Population

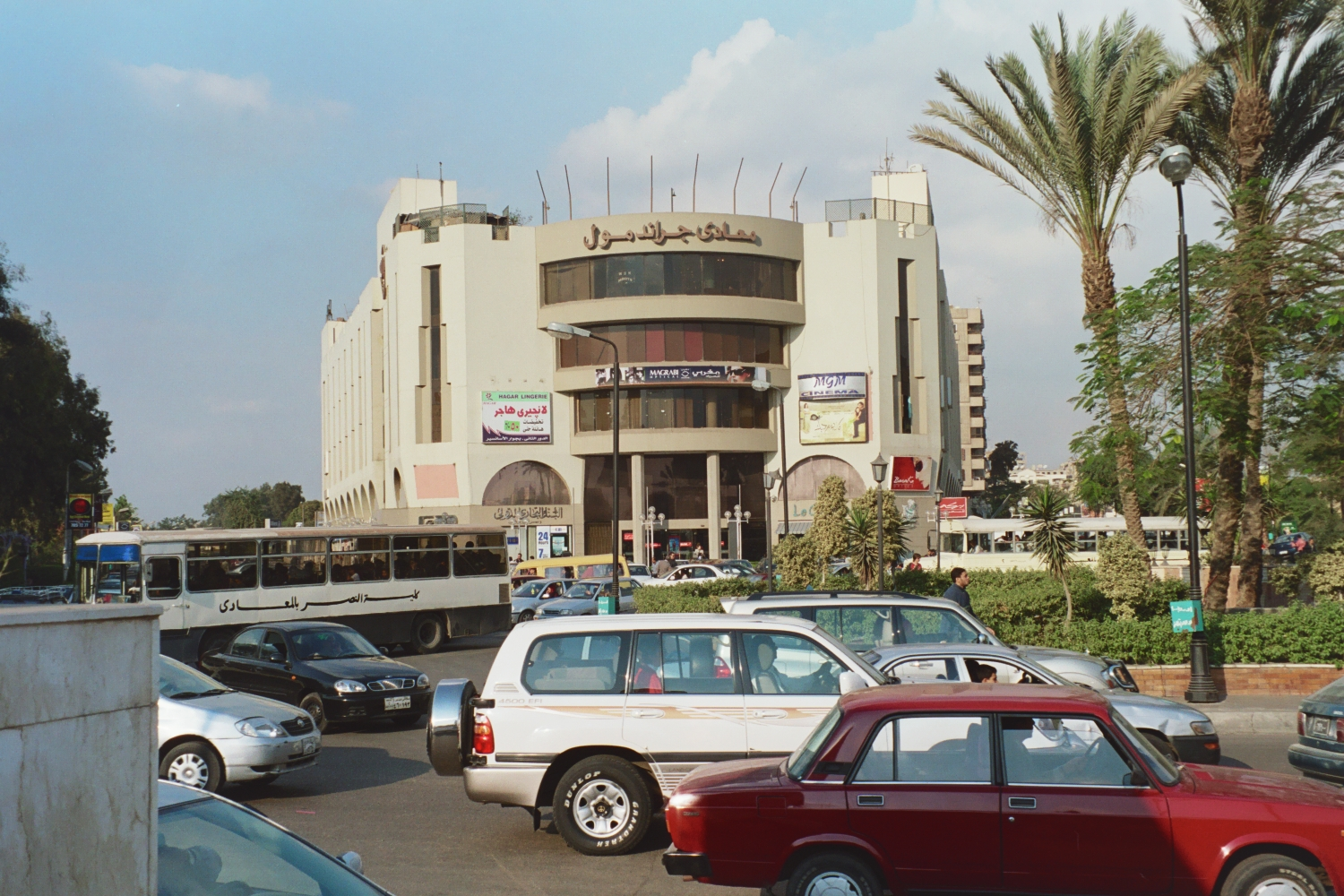
Le Grand Mall (centre commercial) en 2004

En 2016, la population de Maadi était estimée à 97 000 personnes.

### Sources
- Andrew Beattie, Cairo : a cultural history, Oxford, Oxford University Press, 2005, 234 p. (ISBN 0-19-517892-0).
- Kai Bird, Crossing Mandelbaum Gate: Coming of age between the Arabs and Israelis, 1956-1978, New York, Scribner, 2010, 448 p. (ISBN 978-1-4165-4440-1, lire en ligne).
- Gerald William Bullett, The street of the eye, 1971 1923, 181ff. (ISBN 0-8369-3970-0, lire en ligne).
- « Maadi History »(Archive.org • Wikiwix • Archive.is • Google • Que faire ?) (consulté le 7 mai 2013)
- Maadi Online - Brief Information
- Web Site for Maadi